# Tratado de Fontainebleau (1807)

La partición de Portugal propuesta por Napoleón en Fontainebleau

El Tratado de Fontainebleau fue firmado el 27 de octubre de 1807 en la ciudad francesa de Fontainebleau entre los respectivos representantes plenipotenciarios de Manuel Godoy, valido del rey de España Carlos IV de Borbón, y Napoleón Bonaparte, emperador de los franceses. En él se estipulaba la invasión militar conjunta franco-española de Portugal aliada del Reino Unido de Gran Bretaña e Irlanda y se permitía para ello el paso de las tropas francesas por territorio español para llegar a Portugal, siendo así el antecedente de la posterior invasión francesa de la península ibérica y de la Guerra de la Independencia Española en la que Napoleón acabaría perdiendo después de 6 años por expulsión de las fuerzas anglo-hispano-portuguesas de la peninsula ibérica.

## Historia
En 1806, tras fracasar su intento de invasión de Gran Bretaña, Napoleón decreta el Bloqueo Continental, que prohibía el comercio de productos británicos en el continente europeo. Portugal, tradicional aliada de Inglaterra, se niega a acatarlo y Napoleón decide su invasión. Para ello necesita transportar allí sus tropas terrestres. El 27 de octubre de 1807, Manuel Godoy, valido de Carlos IV, representado por su plenipotenciario, el Consejero de Estado y Guerra Eugenio Izquierdo, firma con Gérard Duroc, representante de Napoleón, el Tratado de Fontainebleau, en el que se estipula la invasión militar conjunta franco-española de Portugal, para lo que se permite el paso de tropas francesas por territorio español.

## El Tratado
Conforme al tratado, una vez invadido, Portugal sería dividido en tres partes. El norte (Oporto y Entre Douro e Minho) sería entregado, con el nombre de Reino de Lusitania Septentrional, al antiguo rey de Etruria, Carlos Luis de Parma (Luis II de Etruria), sobrino de Fernando VII, en compensación por sus territorios italianos (Reino de Etruria) entregados a Napoleón. La zona centro (Beira, Trás-os-Montes y Estremadura portuguesa) se reservaría para un posible cambio por Gibraltar y la isla de Trinidad, en manos de Gran Bretaña. La zona sur (Alentejo y Algarve) pasaría a Manuel Godoy y su familia como Principado de los Algarves. En cuanto a las colonias, su división entre Francia y España se dejaba para un acuerdo posterior.

## Consecuencias

### La invasión franco-española de Portugal

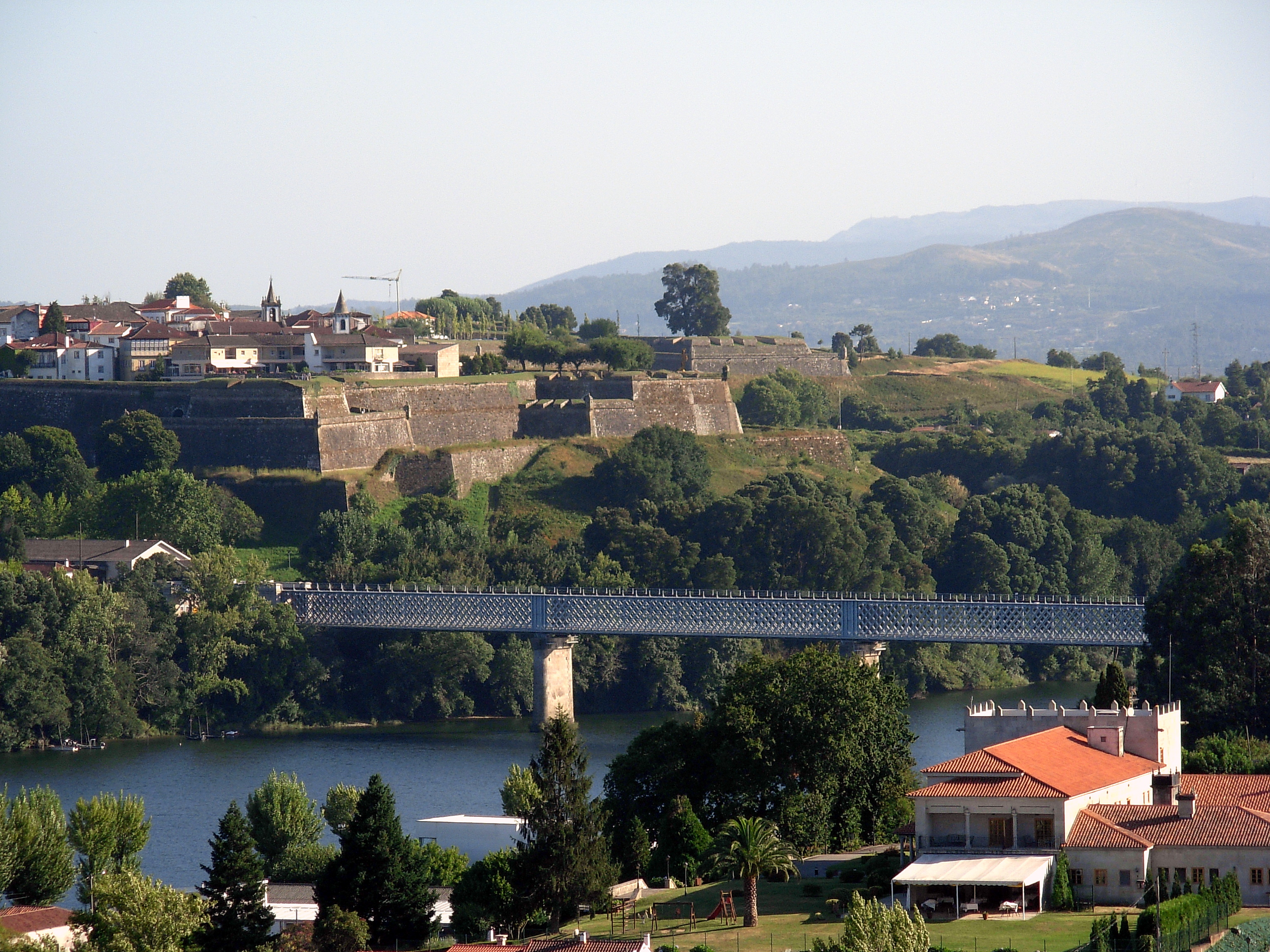
Vista del fuerte de Valença do Minho, en la frontera norte de España y Portugal.

A los pocos días, las tropas españolas del norte, tras entrar por la villa portuguesa de Valença, habían tomado Oporto y las del sur, desde Badajoz habían llegado a Setúbal, quedando así fuera de territorio español, las tropas más operativas de su ejército. Por su parte, el ejército expedicionario francés del general Andoche Junot —que había cruzado el río Bidasoa el 18 de octubre— atravesaba España (no sin algún incidente), cruzaba la frontera portuguesa por Alcántara el 20 de noviembre y entraba en Lisboa el 30 de noviembre. El día anterior, la familia real portuguesa, encabezada por el Príncipe Regente, futuro Juan VI, y otras quince mil personas, habían salido hacia Brasil, donde quedaría fijada la Corte hasta el 26 de abril de 1821.

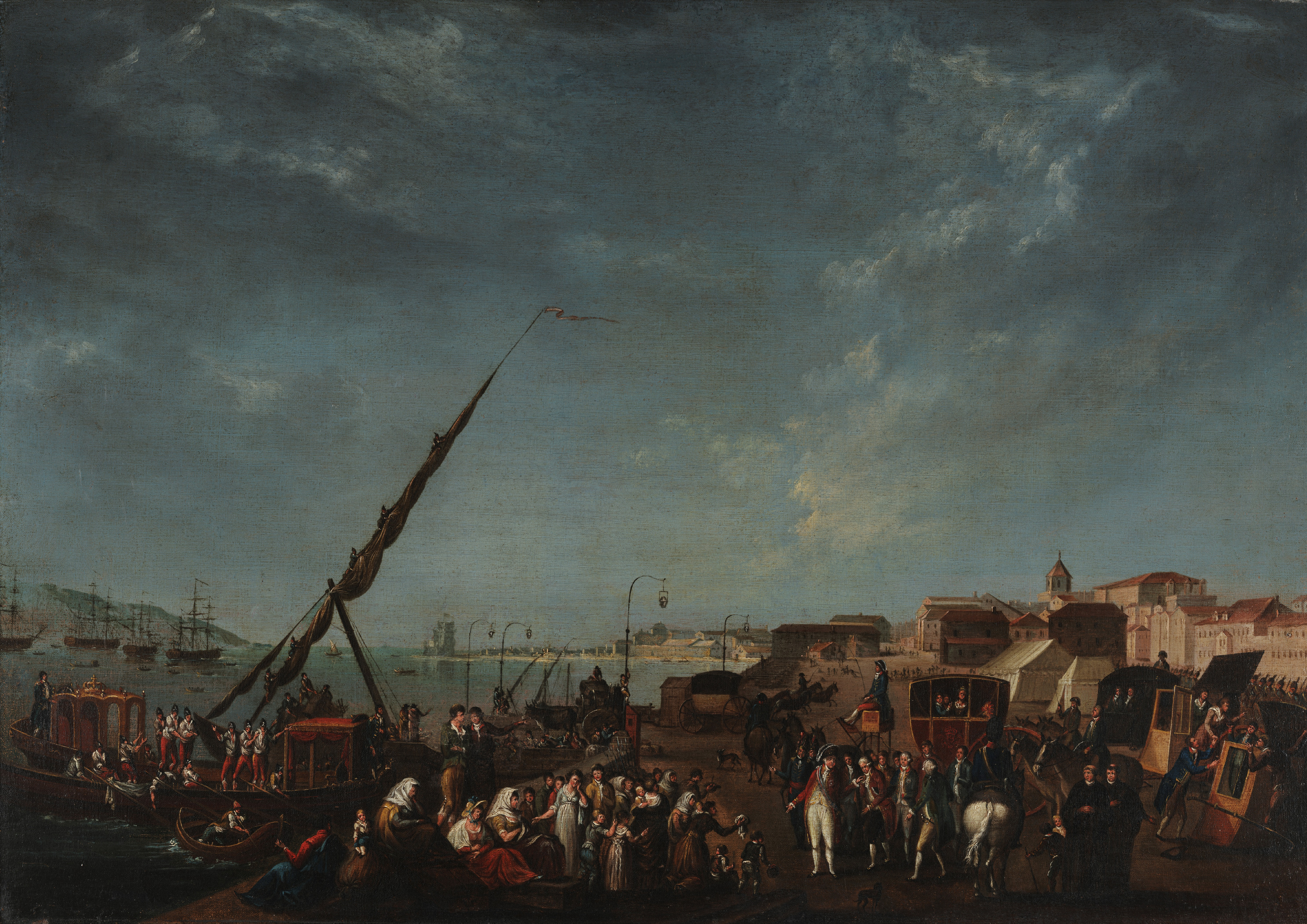
Embarque de la Familia Real Portuguesa para trasladarse a Brasil (29 de noviembre de 1807).

### El inicio de la ocupación francesa de España
La presencia de tropas francesas en España, sin embargo, siguió aumentando y el pueblo comenzó a observarlas como algo amenazante, pues en lugar de continuar transitando hacia Portugal fueron ocupando, sin ningún respaldo del Tratado, diversas localidades como Burgos, Salamanca, Pamplona, San Sebastián, Barcelona o Figueras. El total de soldados franceses acantonados en España ascendía a unos 65 000, que controlaban no solo las comunicaciones con Portugal, sino también con Madrid, así como la frontera francesa.
Algunos autores no descartan la idea de un tratado oculto, del que no hay prueba alguna, por el que Manuel Godoy ya conocería que, según los planes del emperador, 100 000 soldados franceses ocuparían España. Esta ocupación «amistosa», no obstante, terminó por alarmar al propio Godoy y en marzo de 1808, temiéndose lo peor, indicó a la familia real que se retirase a la localidad de Aranjuez para, en caso de necesidad, seguir camino hacia el sur, hacia Sevilla, después hacia Cádiz y, finalmente, embarcarse para América, como ya había hecho el Príncipe Regente de Portugal en el Traslado de la corte portuguesa a Brasil.

### Crisis de la monarquía e inicio de la guerra
El 17 de marzo de 1808 se produjo el Motín de Aranjuez, que provocó la caída de Godoy, la abdicación de Carlos IV y la subida al trono de Fernando VII. Madrid es ocupada por las tropas francesas del mariscal Murat (23 de marzo), que es recibido por Fernando como aliado, confiando todavía en que Napoleón cumpliría el Tratado de Fontainebleau.

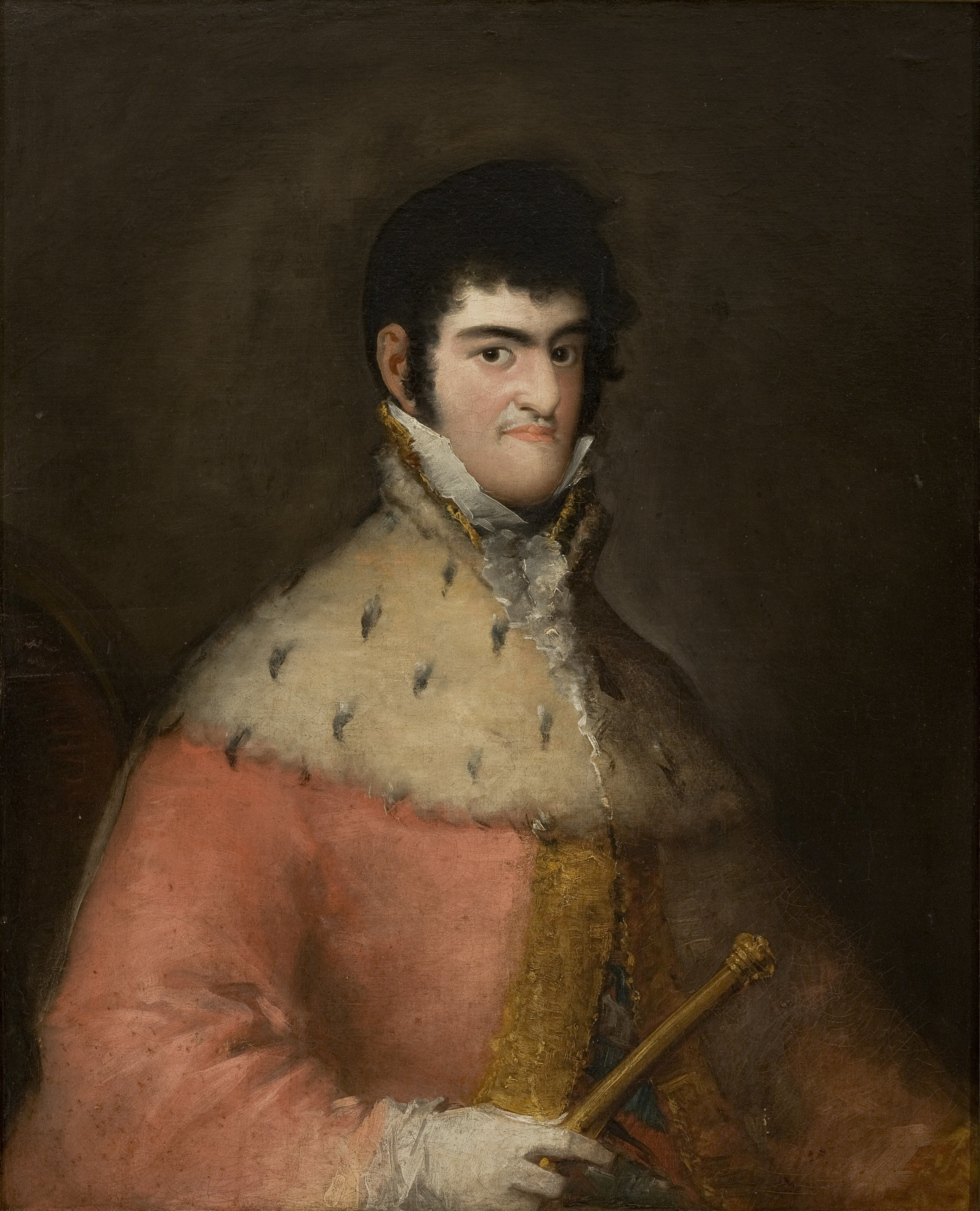
Retrato del rey Fernando VII de España, obra de Francisco de Goya (1808)

Pero el emperador ya había advertido que en España existía un claro vacío de poder político, pues tanto Carlos como Fernando acudían a él para pedir apoyo a sus respectivas pretensiones, a lo que hay que añadir la ventaja militar que le otorgaba la ocupación de numerosas plazas españolas por las tropas imperiales y la salida de las tropas españolas hacia Portugal. Tras convocar a padre e hijo a Bayona, adonde llegó Fernando el 20 de abril (dejando en Madrid como su representante a una Junta de Gobierno), y sus padres, Carlos IV y María Luisa de Parma, el 30 de abril, Napoleón obtuvo de ellos la abdicación a su favor, el 5 de mayo de 1808, tras lo cual cedió la Corona a su hermano José I Bonaparte el 6 de junio.
Para entonces ya se había producido en Madrid el Levantamiento del 2 de mayo contra la ocupación francesa del país, dando comienzo a lo que posteriormente se conocería como Guerra de la Independencia.

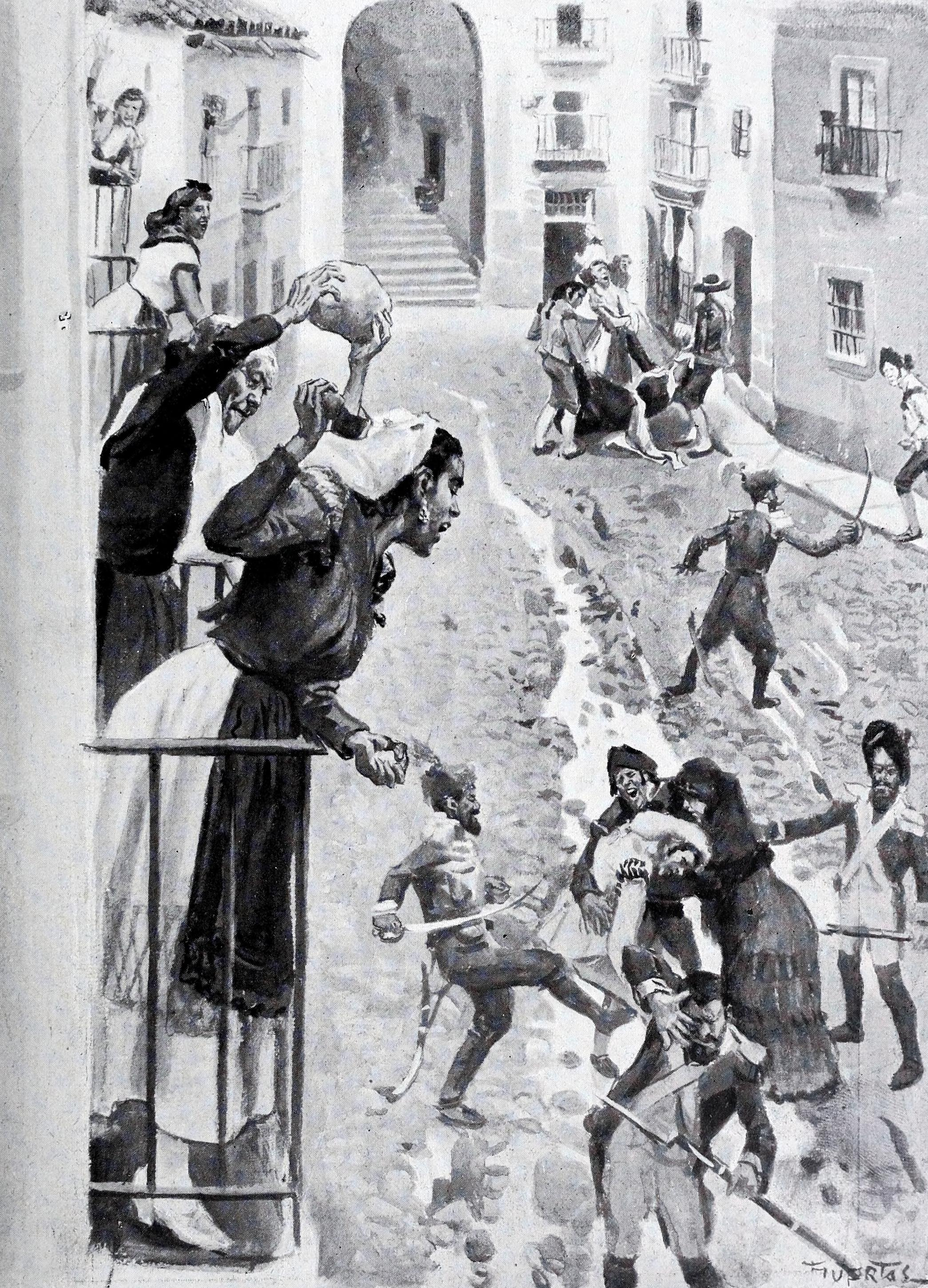
Civiles españoles atacando a los soldados franceses que habían ocupado Madrid, en una ilustración de Huertas (1908).

Respecto de los territorios, debe mencionarse que en sus negociaciones secretas muchas veces Napoleón ofreció territorios ajenos. En 1803 ofreció las islas Baleares a Fernando IV de Nápoles (quien estaba refugiado en Sicilia) en compensación por Nápoles, sin consultar a Madrid. Con apoyo ruso se esperaba poder forzar a Carlos IV a ceder las islas. También ofreció a Londres reconocerles la posesión de Hannover, el Cabo de Buena Esperanza, Malta, Tobago y Puducherry. Napoleón siguió alterando las fronteras europeas según sus intereses y circunstancias, por decreto del 26 de enero de 1812 se anexó Cataluña y Andorra.

Fronteras europeas en 1812, durante la Guerra de la Sexta Coalición. Se marcan en azul los territorios anexionados a Francia, como Cataluña u Holanda; o Estados satélite, como la España napoleónica, Suiza o Nápoles. En rojo se marcan las potencias enfrentadas a Napoleón, como Reino Unido, el Imperio Ruso, Portugal o la España liberal.